# Machaerium lunatum
Pour les articles homonymes, voir Amourette.
Espèce
Statut de conservation UICN

 LC Stable : Préoccupation mineure
Répartition géographique
Synonymes
- Drepanocarpus africanus G. Don
- Drepanocarpus lunatus (L.) G. Mey.
- Pterocarpus apterus Gaertn.
- Pterocarpus lunatus L. - Basionyme
- Sommerfeldtia obovata Schumacher

Machaerium lunatum est une espèce de plantes à fleurs de la famille des Fabaceae, sous-famille des Faboideae. C'est un arbuste épineux trouvé en Amérique.
On le désigne sous les noms de Croc-chien, Mangle, Mangle-médaille dans les Antilles françaises (Guadeloupe, Martinique), Amourette en Guyane notamment dans la région de Kaw, Atuíra ou Cortiça en portugais, et Palo de hoz en espagnol.

## Description
Cet arbuste érigé ou parfois lianescent peut atteindre jusqu'à 8 mètres de haut. Il porte des épines acérées, recourbées, dérivées de ses stipules. Ses feuilles sont imparipennées à 5-11 folioles généralement glabres, linéaires, oblongues à rondes, oblancéolées, mucronées à l'apex et mesurant 2-5 x 0,5-1,5 centimètres.
Ses inflorescences terminales mesurent environ 15 centimètres. Ses fleurs comportent un calice tomenteux à 5 dents mesurant 4 millimètres, une corolle bleue à violette, dont l'étendard est long de 9 millimètres.
Son fruit est une gousse aplatie, mesurant 3-4 x 2 centimètres pour 5 millimètres d'épaisseur, recourbée sur elle-même pour former un disque.

## Répartition
On rencontre cet arbuste dans les Antilles (Hispaniola, Porto Rico, Petites Antilles), en Amérique centrale (Nicaragua, Costa Rica, Panama), en Amérique du Sud (Colombie côtière, Venezuela, Trinidad, Guyana, Suriname, Guyane, Brésil) et dans la zone tropicale de l'Afrique de l'Ouest (du Sénégal à l'Angola). Au Venezuela, il est présent dans les États de Monagas, Sucre et est particulièrement répandu dans le Delta Amacuro.

## Écologie
Cet arbuste épineux pousse sur les littoraux, dans les marais côtiers saumâtres, sur les sols sablonneux, et dans les mangroves, depuis le niveau de la mer jusqu'à 50 mètres d'altitude. Il forme des fourrés denses et impénétrables. Il fleurit en Guyane de novembre à décembre.

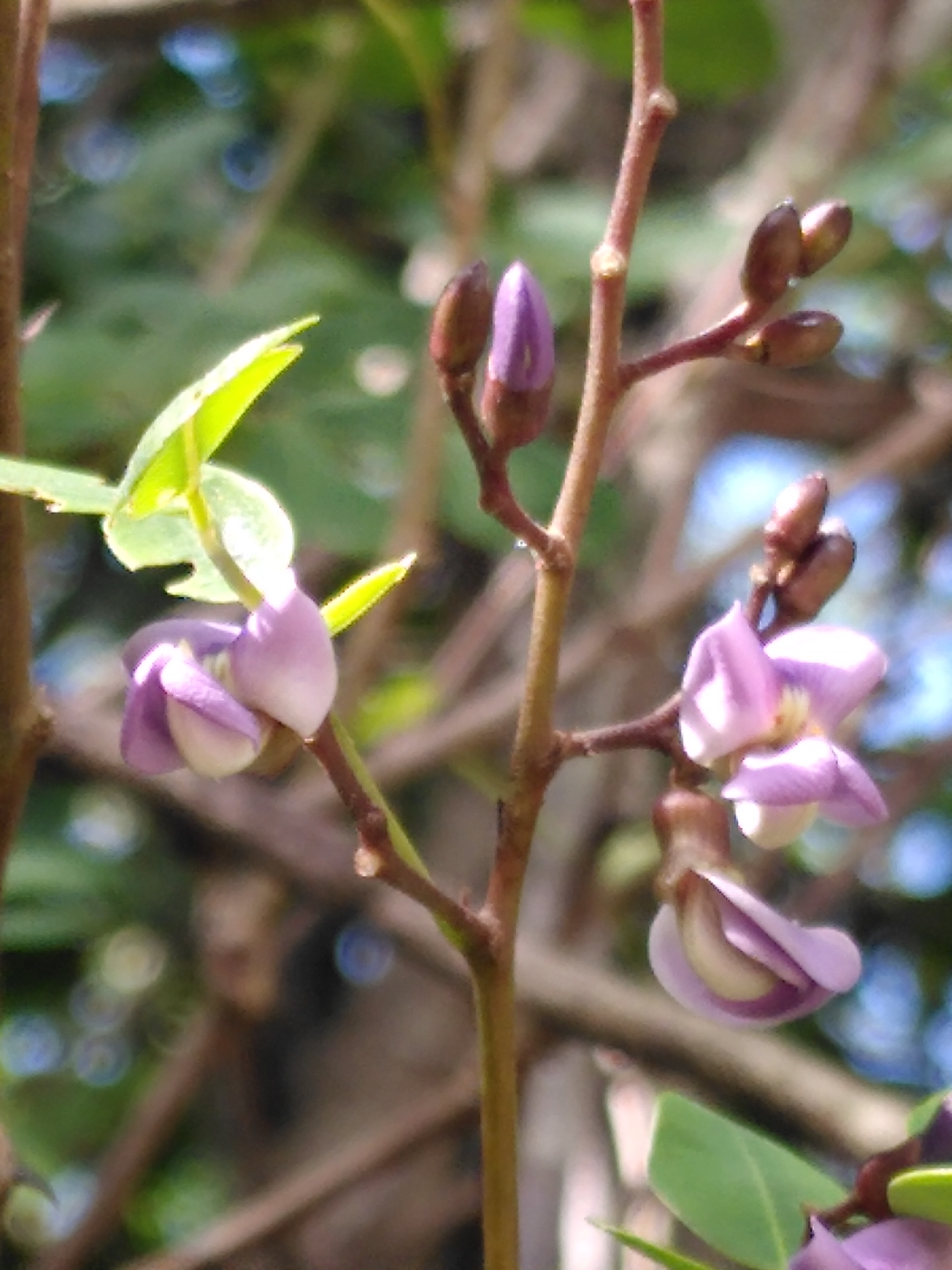
Fleur de Machaerium lunatum (Guadeloupe).
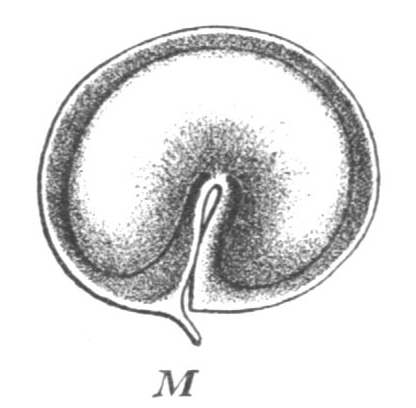
Gousse de Machaerium lunatum (L.) Ducke (d'après Paul Hermann Wilhelm Taubert, 1891)